# Симонов, Виктор Альбертович
Си́монов Ви́ктор Альбе́ртович — российский путешественник, спортсмен, полярный гид-проводник, исполнительный директор федерации ездового спорта Республики Карелия. Организатор и руководитель экспедиций и туров в Арктику, на Кавказ, Сибирь и Забайкалье. Мастер спорта по лыжному туризму, директор туристического комплекса и питомника северных ездовых собак «Скифы Тур» (Карелия), основным профилем которого является подготовка арктических экспедиций и туров. Более пятнадцати раз был на Северном полюсе. Учредитель и основной организатор первых в России международных гонок на собачьих упряжках на средние дистанции «По земле Сампо». В апреле 2013 года отправился в длительную экспедицию по Арктике через Северный полюс на собачьих упряжках вместе с известным российским путешественником Фёдором Конюховым. В 2016 году в Карелии создал Центр Арктической подготовки и стал экспедиционным лидером учений спецназа ВДВ на Северном полюсе.

## Биография
Виктор Симонов родился 3 ноября 1966 года в г. Майкоп (Краснодарский край). Отец — Симонов Альберт Викторович — военнослужащий, мать — Элеонора Брониславовна — врач. В школе он больше всего полюбил географию и физкультуру, любимым времяпрепровождением был туризм. После демобилизации отца семья Симоновых осталась в Карелии, а Виктор впоследствии занялся организацией и участием экспедиций и туров по Арктике. Основал тренировочный лагерь с питомником северных ездовых собак и на его базе — туристическую компанию. Имеет высшее образование — закончил Петрозаводский педагогический институт (естественно-географический факультет).

## Деятельность

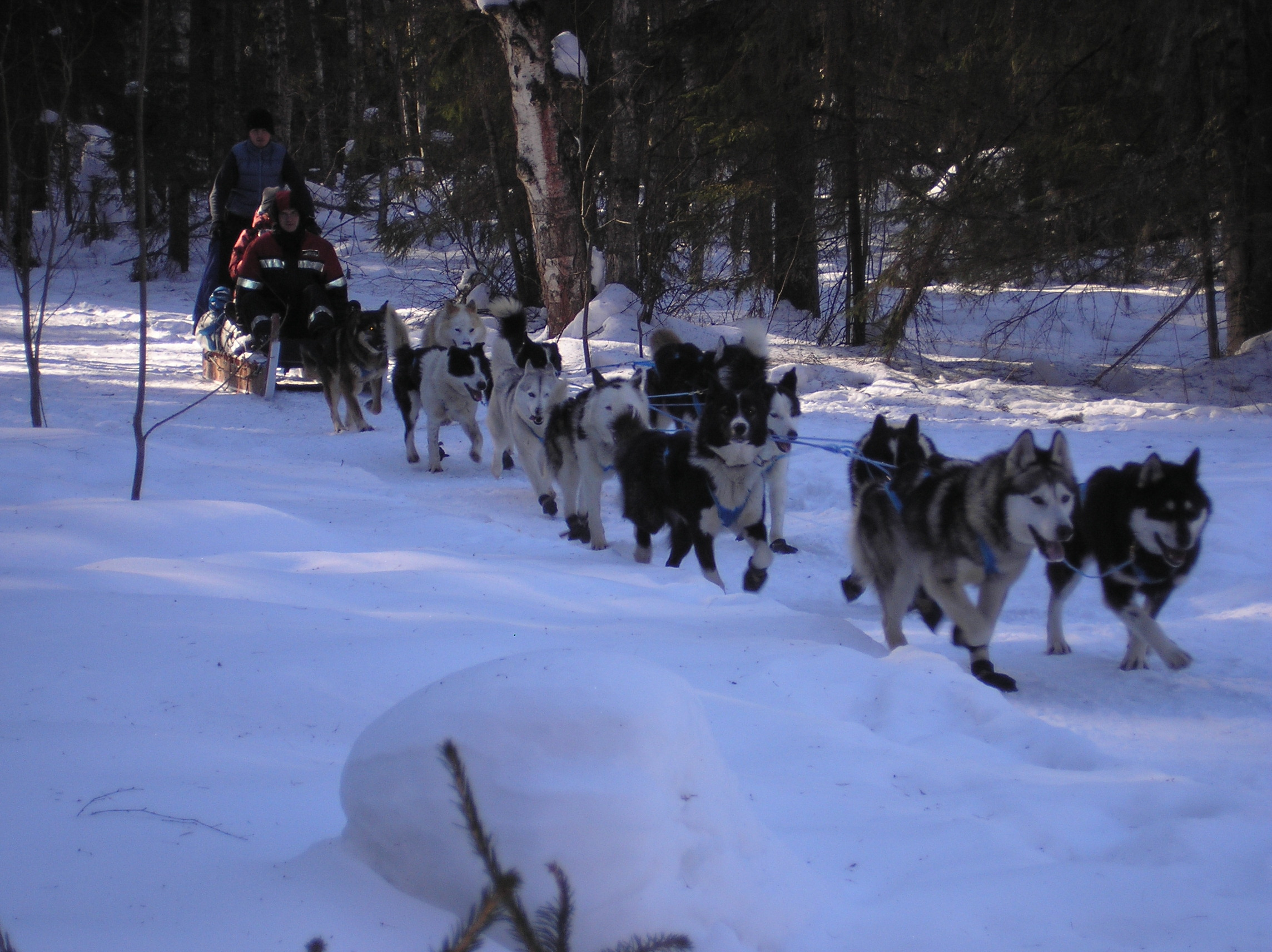
Тренировка ездовых собак и испытания экспедиционных нарт перед походом на Северный полюс. Тренировочная трасса комплекса «Скифы Тур»

### Тренировочно-туристический комплекс
Тренировочно-туристический комплекс с питомником ездовых собак «Скифы Тур» Виктор Симонов основал в 2006 году. В отличие от обычных туристических комплексов, кроме стандартных услуг, на базе организовываются летние и зимние виды экстремального туризма, зачастую с использованием собак как зимой, так и летом (драйленд). На базе комплекса на специальных трассах спортсмены осуществляют тренировки по специфическим видам спорта. На базе питомника регулярно проводятся мероприятия по канистерапии (нетрадиционного лечения при помощи собак) для людей с ограниченными возможностями и воспитанников спецшкол и детских домов. Кинологи питомника воспитывают и тренируют собак северных ездовых пород, готовят их к соревнованиям и экспедициям. Испытывается специальное оборудование и снаряжение.

### Гонки на собачьих упряжках
В 2012 году впервые в России прошли международные гонки на собачьих упряжках на средние дистанции «По земле Сампо». Основным инициатором и организатором соревнований был Виктор Симонов, а сотрудники «Скифы Тур» участвовали в техническом осуществлении идеи и подготовке гоночных трасс. В 2013 году статус гонки повысился и был проведён уже этап Кубка Мира с участием иностранных спортсменов, судей и наблюдателей. Основные учредители гонки Правительство Республики Карелия и администрация Пря́жинского района Карелии, ООО «Скифы Тур».

### Арктическая экспедиция 2013 года
Виктор Симонов и Фёдор Конюхов в течение двух лет готовились к длительной арктической экспедиции через Северный полюс до южной оконечности острова Гренландия. Подготовка людей, собак и снаряжения проводилась на базе комплекса Виктора Симонова «Скифы Тур». В начале апреля 2013 года путешественники и 12 собак из питомника осуществили старт экспедиции, во время которой дополнительно были проведены научные опыты и испытания современного оборудования, в том числе и российского производства.

### Полярные учения Министерства Обороны
С 2014 года Виктор Симонов и собаки его питомника участвуют в совместных учениях спецназа ВДВ Российской Армии и Русского Географического общества в районе географического Северного полюса. Учения состоят из нескольких операций: десантирование в районе Северного полюса, выживание в условиях экстремальных холодов, марш-броски на лыжах по ледяным полям и торосам, использование в многокилометровом марше собачьих упряжек. В рамках темы учений «Спасение терпящих бедствие людей в заполярной местности» занятия проводили эксперты Русского Географического общества. Из карельского питомника в район учений доставляются специально обученные полярные собаки, прошедшие подготовку в условиях Крайнего Севера для быстрого перемещения по сложной местности с полезным грузом.
В 2016 году под председательством Виктора Симонова был создан Центр арктической подготовки при Карельской региональной общественной организации по развитию экспедиционной и исследовательской деятельности в Арктике «Северный полюс».

### Планы
В ближайших планах Виктора Симонова принять участие во всемирно известной гонке на собачьих упряжках «Айдитарод» (Аляска), а также провести на территории Карелии Чемпионат Мира по ездовому спорту в 2019 году.